# Vlaho Barbić
Vlaho Barbić (Cavtat, 27. svibnja 1878. − 18. studenoga 1928.) bio je hrvatski rimokatolički svećenik. Bio je pomoćni biskup Dubrovačke biskupije.

## Životopis
Rodio se je 1878. u Cavtatu. 1923. imenovan je na mjesto pomoćnog biskupa Dubrovačke biskupije. Istog je dana imenovan na mjesto naslovnog biskupa Surske biskupije, biskupije starovjekovnog grada Sure u Siriji, grada na Dioklecijanovoj cesti. Zaredili su ga dubrovački biskup Josip Grgur Marčelić, a asistirali su mu splitsko-makarski biskup Kvirin Klement Bonefačić i šibenski biskup Jeronim Marija Mileta.
Barbić je 1926. asistirao pri posvećenju biskupa Mihe Pušića.